# ألف دونبار
ألف دونبار (بالإنجليزية: Alf Dunbar)‏ هو لاعب اتحاد الرغبي أسترالي، (ولد في Glebe, New South Wales ‏ في أستراليا 1888  م).